# حرائق الغابات 2022
موسم حرائق الغابات لعام 2022 يشمل حرائق الغابات في قارات متعددة.
فيما يلي قائمة جزئية بالمقالات عن حرائق الغابات من جميع أنحاء العالم في عام 2022.

## أمريكا الشمالية

### الولايات المتحدة الأمريكية
- حرائق الغابات في كولورادو 2022[1]
- حرائق الغابات في كاليفورنيا 2022 [2]
- حرائق الغابات في مجمع فلوريادا من يناير إلى فبراير (2065 فدانًا بورند)